# Gottlob Berger
Gottlob Berger (né le 16 juillet 1896 à Gerstetten, Grand-bailliage d'Heidenheim/Royaume de Wurtemberg; mort le 5 janvier 1975 à Stuttgart) était un instituteur devenu sous le Troisième Reich général de la Waffen-SS (Obergruppenführer) lors de la Seconde Guerre mondiale. Il fut l'adjoint d'Erich Koch pour le Reichskommissariat Ukraine, chargé d'appliquer le Generalplan Ost.
Condamné à 25 ans de prison pour crimes de guerre et crimes contre l'humanité lors du Procès des ministères à Nuremberg, cette peine fut réduite à 10 ans en 1951, et Berger fut libéré de façon anticipée la même année.

## Biographie
C'est sous l'impulsion de Gottlob Berger, lieutenant au cours de la Première Guerre mondiale, nazi fanatique et homme de confiance d'Himmler, responsable du SS-Hauptamt sous l'autorité directe du Reichsführer SS Himmler, que la SS Verfügungstruppe se transforme en Waffen-SS et débute sa réelle expansion. Dans un premier temps, Berger ouvre des bureaux de recrutement dans tout le Reich, ce qui suscite des conflits avec les responsables locaux de l'Allgemeine-SS, qui veulent garder leurs hommes sous leur seule autorité [réf. nécessaire]. En 1938, il recrute 32 000 nouvelles recrues en huit mois, en 1940, près de 50 000 [réf. nécessaire]. Malgré l'importance de son rôle de recruteur, Berger ne sera jamais apprécié par les généraux de la Waffen-SS [réf. nécessaire].
Le SS-Gruppenführer Gottlob Berger, ami intime d'Himmler, écrit à Oskar Dirlewanger le 22 janvier 1942 :

« Les Juifs sont des êtres humains de seconde catégorie ou de troisième ordre. La question de savoir s'il est juste ou injuste de les liquider ne fait absolument pas débat. Ils doivent, d'une manière ou d'une autre, disparaître de la surface de la Terre. »

Voilà ce qu'ecrivait Joseph Kessel dans Les mains du miracle :
" il (Berger) avait un dégoût profond de la Gestapo, les camps de la mort, le racisme. Et il n'y avait rien de commun pour lui entre les Waffen-SS qui étaient de vrais soldats et les bourreaux SS qu'il interdisait à ses hommes de fréquenter". On peut supposer que cette attitude a du jouer pour la mansuétude dont il aura bénéficie lors du procès de Nuremberg.
Dès le mois de janvier 1943, le SS-Gruppenführer Gottlob Berger propose au Reichsführer-SS Himmler de constituer une division SS composée de membres des Jeunesses hitlériennes. Celui-ci approuve de manière enthousiaste et dès le 10 février 1943 est émis le décret officiel pour l'utilisation des jeunes de la classe 1926 pour constituer la 12e Panzerdivision SS Hitlerjugend.

## Procès et libération en 1951
SS-Obergruppenführer, chef du SS-Hauptamt, il fut jugé lors du procès des ministères, qui suivit le procès de Nuremberg. Il fut condamné à 25 ans de prison, réduits à 10 ans en 1951 ; il fut libéré la même année.
Par la suite il écrivit dans le journal néo-nazi Nation Europa.